# Mezinárodní romská unie

Oficiální romská vlajka

Mezinárodní romská unie (romsky: Romano Internacionalno Jekhetani Union) je organizace zasazující se o práva Romů. Její sídlo je ve Vídni.
MRU byla oficiálně zřízena na druhém Světovém romském kongresu roku 1978. Od roku 2000 je prezidentem Emil Ščuka před ním zastával prezidentský post po mnoho let Rajko Djuric.